# Strikeout

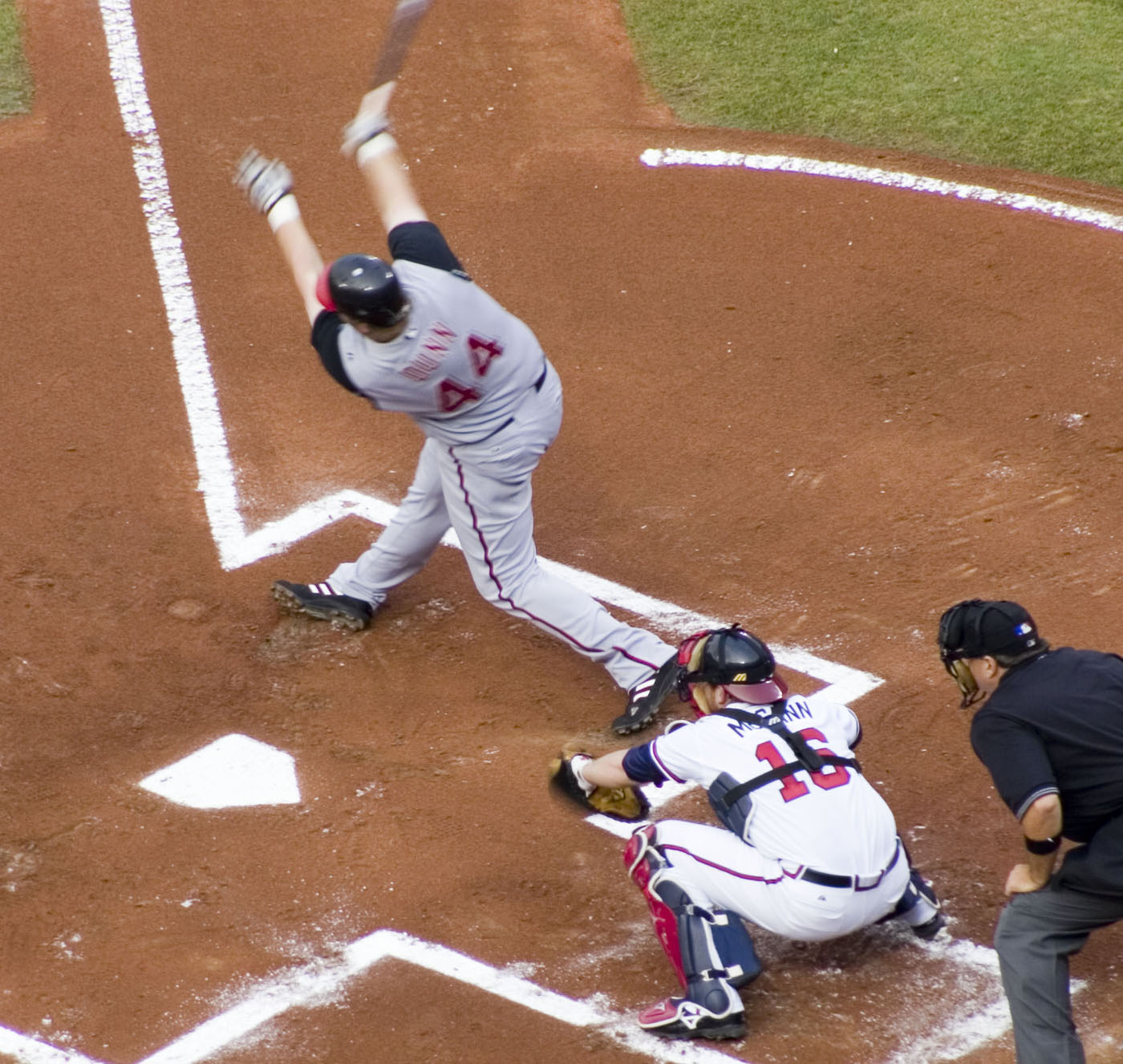
En strikeout.

Strikeout (förkortat SO eller K) är en statistisk kategori i baseboll. Den är en av de viktigaste för en pitcher.
En strikeout uppstår när en pitcher lyckas kasta tre strikes förbi motståndarlagets slagman och leder i nästan alla fall till att slagmannen blir bränd. En strike är ett kast som går igenom strikezonen, vilket är en tänkt rymd i luften ovanför hemplattan (engelska: home plate). Det blir även en strike om slagmannen svingar slagträt, oberoende av om kastet är innanför eller utanför strikezonen, och om slagmannen träffar bollen men den går foul (utanför planens ytterlinjer). Ett foulslag kan dock inte vara strike tre; slår slagmannen ett foulslag när han redan har två strikes räknas inte slaget utan slagmannen står kvar på två strikes. Om pitchern misslyckas med att kasta strikes och i stället kastar bollen utanför strikezonen utan att slagmannen svingar slagträt, kallas det bollar (engelska: balls). Fyra bollar gör att slagmannen får avancera till första bas utan att ha satt bollen i spel, vilket kallas en walk eller en base on balls.
Om catchern misslyckas med att fånga den tredje striken kan slagmannen i vissa fall klara sig till första bas utan att bli bränd, trots att det är en strikeout, nämligen om catchern inte hinner tagga slagmannen eller bränna denne genom en force play vid första bas. I Japan kallas detta furinige (振り逃げ?). Det är alltså möjligt att det blir mer än tre strikeouts i samma inning.
Strikeouts protokollförs även för slagmän, men för dem är det bäst att ha så få som möjligt.

## Major League Baseball

### Definition
I Major League Baseball (MLB) definieras en strikeout i paragraf 9.15 i de officiella reglerna. Där sägs att en strikeout ska protokollföras när domaren dömer tre strikes mot slagmannen och 1) Slagmannen bränns genom att den tredje striken fångas av catchern, 2) Slagmannen bränns, trots att den tredje striken inte fångas av catchern, eftersom det står en löpare vid första bas och det är färre än två brända i inningen, 3) Slagmannen blir löpare när den tredje striken inte fångas av catchern eftersom det inte står en löpare vid första bas eller det står en löpare där men det är två brända i inningen (en så kallad uncaught third strike) eller 4) Slagmannen buntar den tredje striken foul (dock är det inte en strikeout om en utespelare fångar bollen med en lyra och därmed sätter bollen i spel).
Definitionen har ändrats några gånger under årens lopp, bland annat krävdes fyra strikes för en strikeout under 1887 års säsong.

### Utveckling
Under MLB:s första år, i slutet av 1800-talet, fanns det pitchers som hade över 400 strikeouts per säsong, vilket inte förekommit sedan dess. Dock har det totala antalet strikeouts i MLB stigit sedan slutet av 1980-talet och har på 2010- och 2020-talet nått rekordnivåer.

### Slang
Om en slagman drabbas av tre strikeouts i samma match kallas det ett "hat trick", medan fyra strikeouts kallas en "golden sombrero". Fem strikeouts kallas ibland en "platinum sombrero" och sex strikeouts ibland en "horn".
Vissa pitchers, som under sin karriär gjort många strikeouts, har fått smeknamn som innehållit bokstaven K, vilket är en populär förkortning för strikeout. Dwight Gooden kallades Dr K (en syftning på basketspelaren Julius Ervings smeknamn Dr J), Francisco Rodríguez kallades K-Rod (en syftning på Alex Rodriguez smeknamn A-Rod), Tim Lincecum kallades The Say 'K' Kid (en syftning på Willie Mays smeknamn The Say 'Hey' Kid) och Daisuke Matsuzaka kallades Dice-K (för att hjälpa amerikaner att uttala hans förnamn rätt).

### Tio i topp

#### Pitchers
| Nr | Pitcher              | Säsonger        | Strikeouts |
| -- | -------------------- | --------------- | ---------- |
| 1  | Nolan Ryan†          | 1966, 1968–1993 | 5 714      |
| 2  | Randy Johnson†       | 1988–2009       | 4 875      |
| 3  | Roger Clemens        | 1984–2007       | 4 672      |
| 4  | Steve Carlton†       | 1965–1988       | 4 136      |
| 5  | Bert Blyleven†       | 1970–1990, 1992 | 3 701      |
| 6  | Tom Seaver†          | 1967–1986       | 3 640      |
| 7  | Don Sutton†          | 1966–1988       | 3 574      |
| 8  | Gaylord Perry†       | 1962–1983       | 3 534      |
| 9  | Walter Johnson†      | 1907–1927       | 3 508      |
| 10 | Greg Maddux†         | 1986–2008       | 3 371      |
| Nr | Bästa aktiva pitcher | Säsonger        | Strikeouts |
| 18 | Justin Verlander*    | 2005–           | 3 013      |

| Nr | Pitcher              | Säsong | Strikeouts |
| -- | -------------------- | ------ | ---------- |
| 1  | Matt Kilroy          | 1886   | 513        |
| 2  | Toad Ramsey          | 1886   | 499        |
| 3  | Hugh Daily           | 1884   | 483        |
| 4  | Dupee Shaw           | 1884   | 451        |
| 5  | Old Hoss Radbourn†   | 1884   | 441        |
| 6  | Charlie Buffinton    | 1884   | 417        |
| 7  | Guy Hecker           | 1884   | 385        |
| 8  | Nolan Ryan†          | 1973   | 383        |
| 9  | Sandy Koufax†        | 1965   | 382        |
| 10 | Bill Sweeney         | 1884   | 374        |
| Nr | Bästa aktiva pitcher | Säsong | Strikeouts |
| 35 | Gerrit Cole*         | 2019   | 326        |

* Aktiva spelare i MLB i fet stil

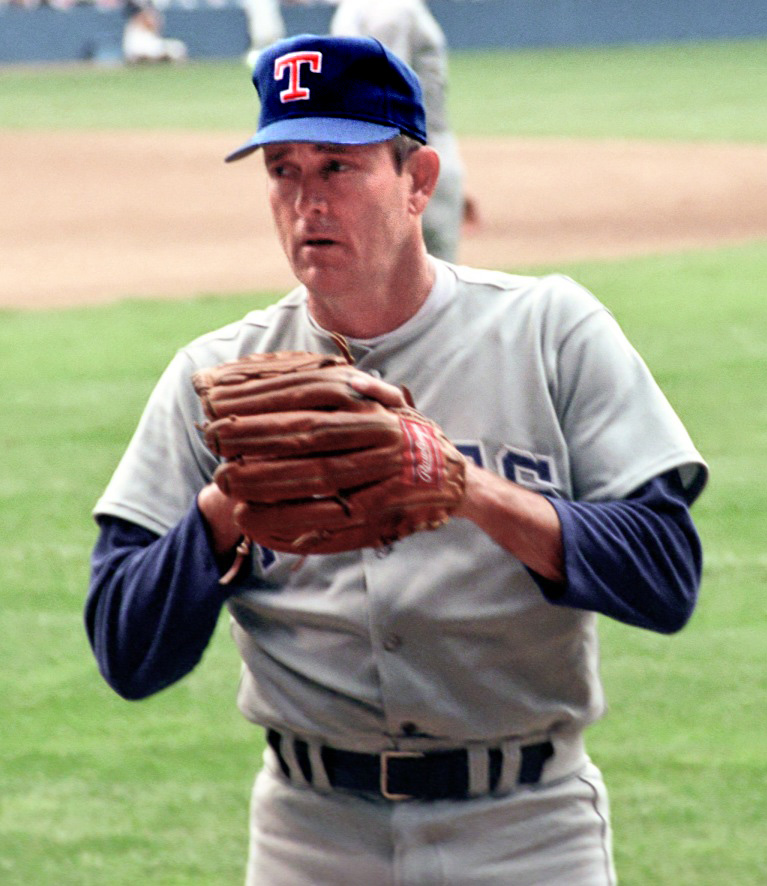
Nolan Ryan har flest strikeouts under karriären.

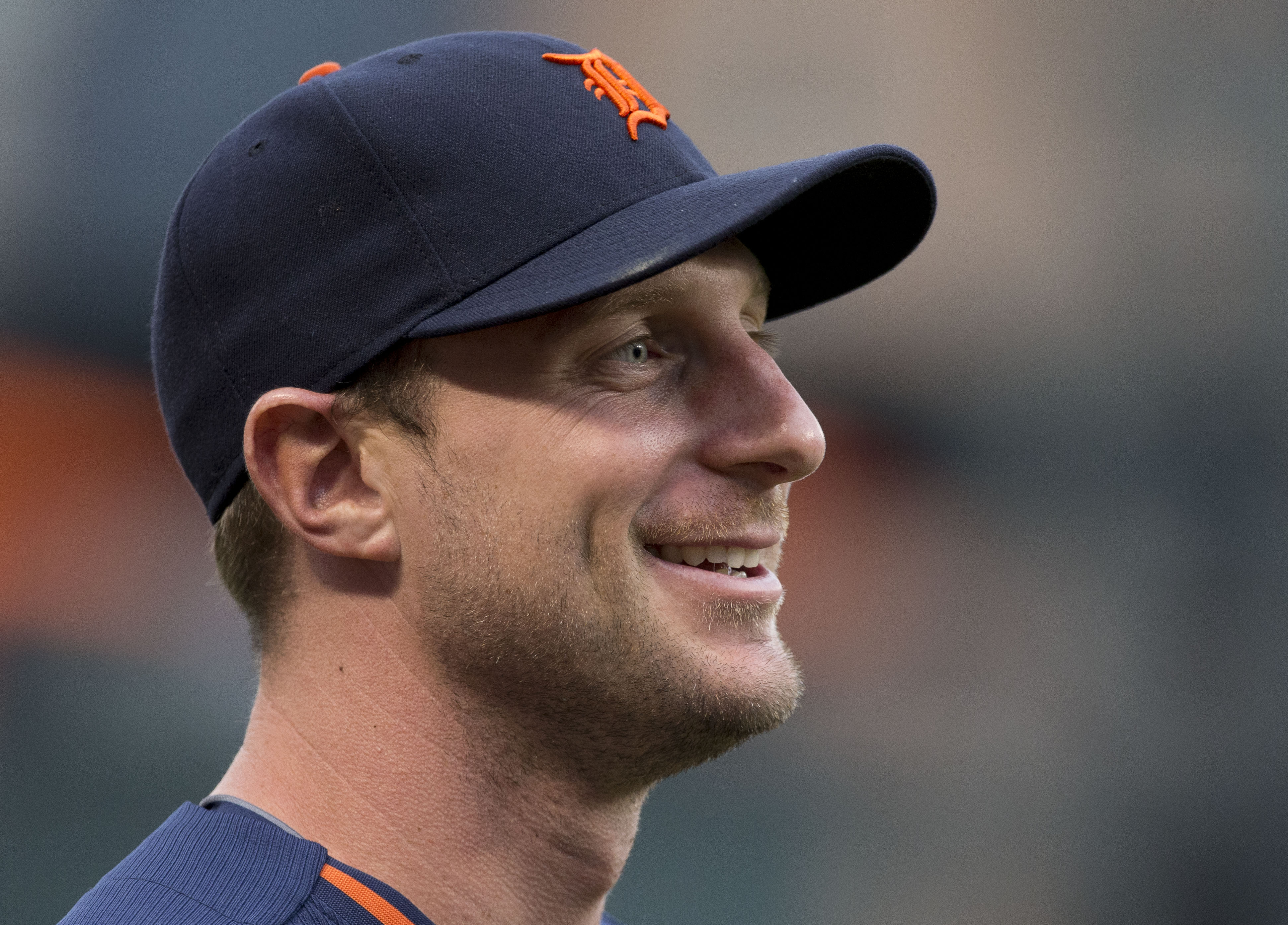
Max Scherzer har flest strikeouts per 9 innings pitched under karriären.

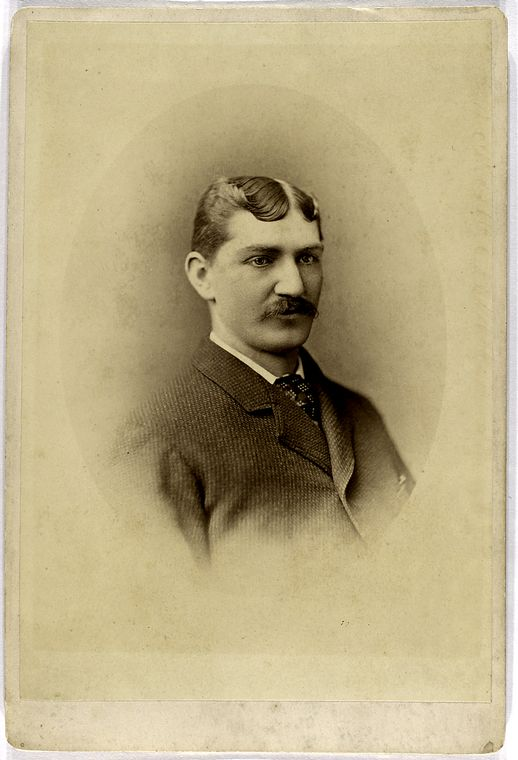
Tommy Bond har flest strikeouts per walk under karriären.

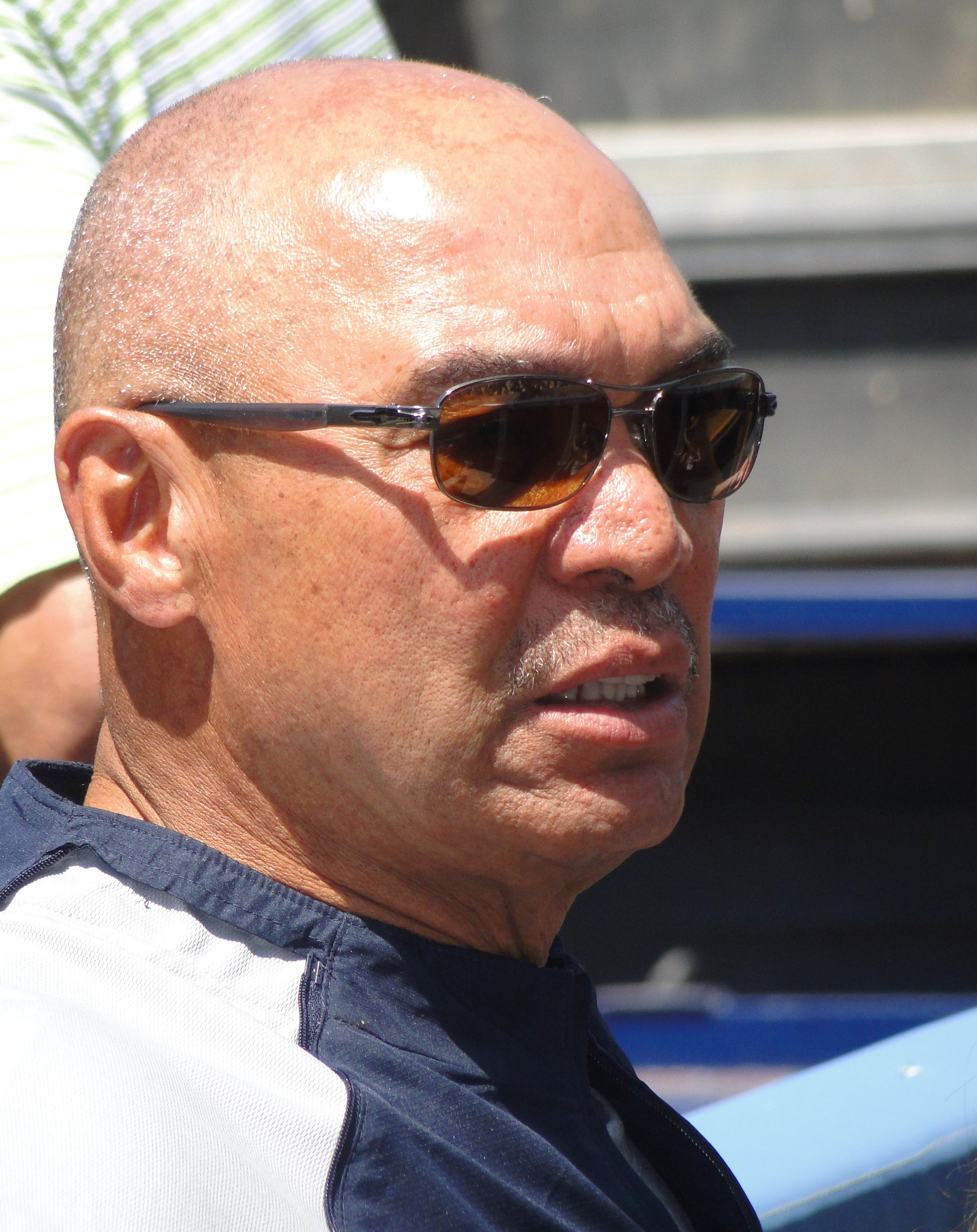
Reggie Jackson har flest strikeouts under karriären.

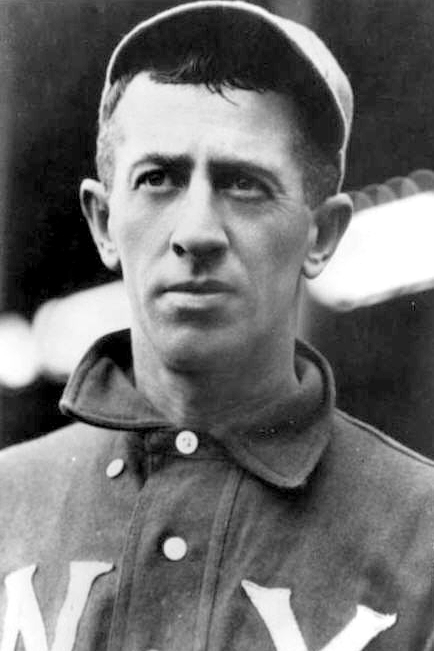
Willie Keeler har flest at bats per strikeout under karriären.

† Spelare invalda i National Baseball Hall of Fame
| Nr | Pitcher           | Säsonger        | SO/9 IP |
| -- | ----------------- | --------------- | ------- |
| 1  | Max Scherzer*     | 2008–           | 10,63   |
| 2  | Randy Johnson†    | 1988–2009       | 10,61   |
| 3  | Pedro Martínez†   | 1992–2009       | 10,04   |
| 4  | Clayton Kershaw*  | 2008–           | 9,74    |
| 5  | Nolan Ryan†       | 1966, 1968–1993 | 9,55    |
| 6  | Sandy Koufax†     | 1955–1966       | 9,28    |
| 7  | Justin Verlander* | 2005–           | 9,08    |
| 8  | Sam McDowell      | 1961–1975       | 8,86    |
| 9  | Johan Santana     | 2000–2010, 2012 | 8,83    |
| 10 | David Price*      | 2008–2019       | 8,78    |

| Nr | Pitcher         | Säsong | SO/9 IP |
| -- | --------------- | ------ | ------- |
| 1  | Shane Bieber*   | 2020   | 14,20   |
| 2  | Gerrit Cole*    | 2019   | 13,82   |
| 3  | Jacob deGrom*   | 2020   | 13,76   |
| 4  | Randy Johnson†  | 2001   | 13,41   |
| 5  | Pedro Martínez† | 1999   | 13,20   |
| 6  | Chris Sale*     | 2017   | 12,93   |
| 7  | Max Scherzer*   | 2019   | 12,69   |
| 8  | Kerry Wood      | 1998   | 12,58   |
| 9  | Randy Johnson†  | 2000   | 12,56   |
| 10 | José Fernández  | 2016   | 12,49   |

* Aktiva spelare i MLB i fet stil
† Spelare invalda i National Baseball Hall of Fame
| Nr | Pitcher          | Säsonger        | SO/BB |
| -- | ---------------- | --------------- | ----- |
| 1  | Tommy Bond       | 1876–1882, 1884 | 4,83  |
| 2  | Curt Schilling   | 1988–2007       | 4,38  |
| 3  | Max Scherzer*    | 2008–           | 4,34  |
| 4  | Clayton Kershaw* | 2008–           | 4,32  |
| 5  | Pedro Martínez†  | 1992–2009       | 4,15  |
| 6  | Dan Haren        | 2003–2015       | 4,03  |
| 7  | Zack Greinke*    | 2004–           | 3,98  |
| 8  | Cliff Lee        | 2002–2014       | 3,93  |
| 9  | Jim Whitney      | 1881–1890       | 3,82  |
| 10 | David Price*     | 2008–2019       | 3,76  |

| Nr | Pitcher         | Säsong | SO/BB |
| -- | --------------- | ------ | ----- |
| 1  | Phil Hughes     | 2014   | 11,63 |
| 2  | Bret Saberhagen | 1994   | 11,00 |
| 3  | Cliff Lee       | 2010   | 10,28 |
| 4  | Jim Whitney     | 1884   | 10,00 |
| 5  | Jim Whitney     | 1883   | 9,86  |
| 6  | Curt Schilling  | 2002   | 9,58  |
| 7  | Marco Gonzales* | 2020   | 9,14  |
| 8  | George Bradley  | 1880   | 9,00  |
| 9  | Pedro Martínez† | 2000   | 8,88  |
| 10 | Greg Maddux†    | 1997   | 8,85  |

* Aktiva spelare i MLB i fet stil
† Spelare invalda i National Baseball Hall of Fame

#### Slagmän
| Nr | Slagman                | Säsonger             | Strikeouts |
| -- | ---------------------- | -------------------- | ---------- |
| 1  | Reggie Jackson†        | 1967–1987            | 2 597      |
| 2  | Jim Thome†             | 1991–2012            | 2 548      |
| 3  | Adam Dunn              | 2001–2014            | 2 379      |
| 4  | Sammy Sosa             | 1989–2005, 2007      | 2 306      |
| 5  | Alex Rodriguez         | 1994–2013, 2015–2016 | 2 287      |
| 6  | Andrés Galarraga       | 1985–1998, 2000–2004 | 2 003      |
| 7  | Jose Canseco           | 1985–2001            | 1 942      |
| 8  | Willie Stargell†       | 1962–1982            | 1 936      |
| 9  | Mark Reynolds          | 2007–2019            | 1 927      |
| 10 | Curtis Granderson      | 2004–2019            | 1 916      |
| Nr | "Bästa" aktiva slagman | Säsonger             | Strikeouts |
| 15 | Chris Davis*           | 2008–                | 1 852      |

| Nr | Slagman            | Säsong | Strikeouts |
| -- | ------------------ | ------ | ---------- |
| 1  | Mark Reynolds      | 2009   | 223        |
| 2  | Adam Dunn          | 2012   | 222        |
| 3  | Chris Davis*       | 2016   | 219        |
| 4  | Yoan Moncada*      | 2018   | 217        |
| 5  | Chris Carter       | 2013   | 212        |
| 6  | Mark Reynolds      | 2010   | 211        |
| 6  | Giancarlo Stanton* | 2018   | 211        |
| 8  | Chris Davis*       | 2015   | 208        |
| 8  | Aaron Judge*       | 2017   | 208        |
| 10 | Joey Gallo*        | 2018   | 207        |

* Aktiva spelare i MLB i fet stil
† Spelare invalda i National Baseball Hall of Fame
| Nr | Slagman              | Säsonger             | AB/SO |
| -- | -------------------- | -------------------- | ----- |
| 1  | Willie Keeler†       | 1892–1910            | 63,17 |
| 2  | Joe Sewell†          | 1920–1933            | 62,56 |
| 3  | Lloyd Waner†         | 1927–1942, 1944–1945 | 44,92 |
| 4  | Nellie Fox†          | 1947–1965            | 42,74 |
| 5  | Lave Cross           | 1887–1907            | 41,86 |
| 6  | Tommy Holmes         | 1942–1952            | 40,92 |
| 7  | Sam Rice†            | 1915–1934            | 33,71 |
| 8  | Doggie Miller        | 1884–1896            | 33,65 |
| 9  | Frankie Frisch†      | 1919–1937            | 33,50 |
| 10 | Lou Bierbauer        | 1886–1898            | 32,44 |
| Nr | Bästa aktiva slagman | Säsonger             | AB/SO |
| ?  | Yadier Molina*       | 2004–                | 8,86  |

| Nr | Slagman              | Säsong | AB/SO  |
| -- | -------------------- | ------ | ------ |
| 1  | Willie Keeler†       | 1899   | 285,00 |
| 2  | Mike McGeary         | 1876   | 276,00 |
| 3  | Cap Anson†           | 1878   | 261,00 |
| 4  | Lave Cross           | 1899   | 185,67 |
| 5  | Joe Sewell†          | 1932   | 167,67 |
| 6  | John Peters          | 1876   | 158,00 |
| 7  | Joe Sewell†          | 1925   | 152,00 |
| 8  | John Clapp           | 1876   | 149,00 |
| 9  | Joe Sewell†          | 1929   | 144,50 |
| 10 | Jack Doyle           | 1894   | 142,33 |
| Nr | Bästa aktiva slagman | Säsong | AB/SO  |
| ?  | Tommy La Stella*     | 2020   | 16,33  |

* Aktiva spelare i MLB i fet stil
† Spelare invalda i National Baseball Hall of Fame

### Övriga rekord
Rekordet för flest strikeouts av en pitcher under en match är 21, satt av Tom Cheney den 12 september 1962 i en match som gick till förlängning (16 inningar) och där Cheney pitchade hela matchen. För matcher som inte gått till förlängning utan bara varat i nio inningar är rekordet 20 strikeouts, satt av Roger Clemens två gånger, den 29 april 1986 och den 18 september 1996, och tangerat av Kerry Wood den 6 maj 1998 och Max Scherzer den 11 maj 2016. Nämnas bör även att Randy Johnson hade 20 strikeouts efter nio inningar i en match som gick till förlängning (11 inningar) den 8 maj 2001.
Rekordet för flest strikeouts av en pitcher under en inning är fyra, vilket har hänt vid drygt 90 tillfällen i MLB:s historia.
En i stort sett lika ovanlig händelse som fyra strikeouts i samma inning är att en pitcher bränner alla tre slagmän han möter med strikeouts efter att bara ha kastat nio kast totalt i inningen. Detta brukar kallas en "immaculate inning" och har bara hänt vid cirka 100 tillfällen i MLB:s historia.
Rekordet för flest matcher med minst tio strikeouts av en pitcher under karriären är 215, satt av Nolan Ryan, och rekordet för flest matcher med minst 15 strikeouts under karriären är 29, satt av Randy Johnson. När det gäller flest matcher med minst tio strikeouts av en pitcher under en säsong är rekordet 23, satt av Nolan Ryan 1973 och tangerat av Randy Johnson tre gånger, 1999, 2000 och 2001. Rekordet för flest säsonger med minst 100 strikeouts av en pitcher är 24, satt av Nolan Ryan. Motsvarande rekord för minst 200 strikeouts är 15 säsonger, också satt av Nolan Ryan, och för minst 300 strikeouts är det sex säsonger, satt av Nolan Ryan och tangerat av Randy Johnson. Flest strikeouts i rad av en pitcher, tio stycken, lyckades Tom Seaver med den 22 april 1970. Rookie-rekordet för flest strikeouts av en pitcher under en säsong är detsamma som MLB-rekordet, Matt Kilroys 513 strikeouts 1886.
Den pitcher som flest säsonger haft flest strikeouts i sin liga är Walter Johnson, som ledde American League tolv olika säsonger. Flest säsonger med flest strikeouts per 9 innings pitched i sin liga har Nolan Ryan med tolv säsonger och flest säsonger med flest strikeouts per walk i sin liga har Cy Young med elva säsonger. För slagmän har Jimmie Foxx den tvivelaktiga äran att ha lett sin liga flest gånger i strikeouts med sju olika säsonger. I den mer positiva kategorin at bats per strikeout innehas rekordet av Nellie Fox, som ledde sin liga tolv olika säsonger.
När det gäller MLB:s slutspel är den pitcher som har flest strikeouts under karriären Clayton Kershaw med 207. Trevor Rosenthal har flest strikeouts per 9 innings pitched under karriären med 14,40 (minimum: 30 innings pitched). Ser man enbart till World Series är rekordet för flest strikeouts av en pitcher under karriären 94, satt av Whitey Ford, och Orlando Hernández har rekordet för flest strikeouts per 9 innings pitched med 11,30 (minimum: 20 innings pitched). Den slagman som drabbats av flest strikeouts under karriären i slutspelet är Derek Jeter med 135 och i World Series är det Mickey Mantle som har rekordet med 54.